# Girovce
Girovce – wieś (obec) na Słowacji położona w kraju preszowskim, w powiecie Vranov nad Topľou. Pierwsze wzmianki o miejscowości pochodzą z roku 1408.
Według danych z dnia 31 grudnia 2012, wieś zamieszkiwało 65 osób, w tym 29 kobiet i 36 mężczyzn.
W 2001 roku pod względem narodowości i przynależności etnicznej 98,65% mieszkańców stanowili Słowacy.
Ze względu na wyznawaną religię w 2001 roku 83,78% było katolikami rzymskimi, a 16,22% grekokatolikami.